# 精華町立川西小学校
精華町立川西小学校（せいかちょうりつ かわにししょうがっこう）は、京都府相楽郡精華町にある公立小学校である。

## 沿革
- 1873年 - 組合立北稲八間小学校として設立。
- 1876年 - 組合立を廃止し、北稲八間・南稲八妻・祝園・菅井・下狛・菱田小学校に分離。
- 1889年 - 上の六校を合併し、擦芳尋常小学校と改称。
- 1890年 - 祝園村立小学校と改称。
- 1941年4月 - 国民学校令により、川西国民学校と改称。
- 1947年4月 - 川西村立川西国民学校と改称。
- 1951年4月 - 町村合併により、精華村立川西小学校と改称。
- 1955年4月 - 町制施行により、精華町立川西小学校と改称。
- 1957年9月 - 完全給食制度開始。
- 1960年5月 - 特殊学級開設。
- 1978年4月 - 精華町立精北小学校を分離し、校区変更。

## 卒業後の進路

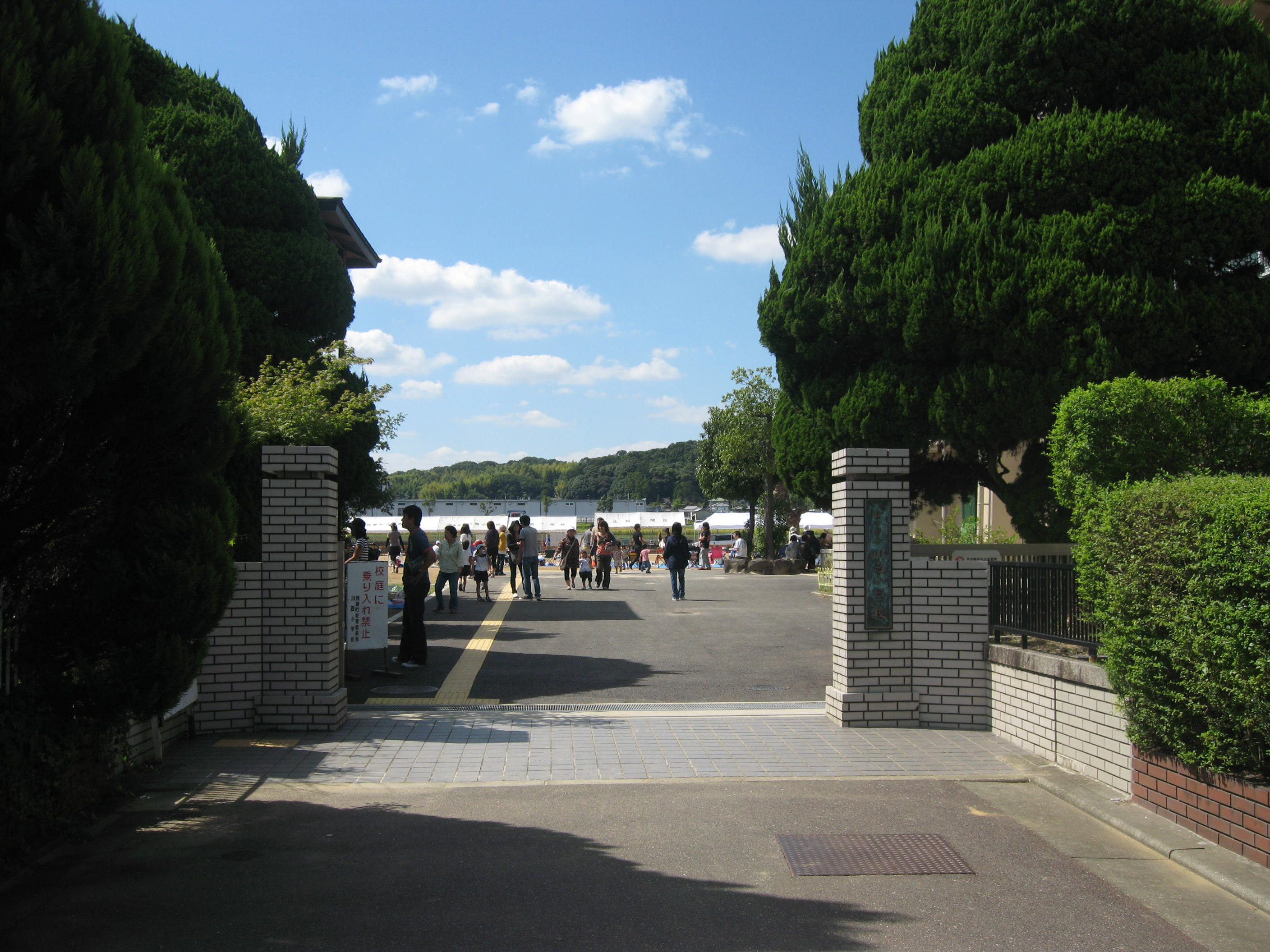
正門（東側から撮影）

- 精華町立精華中学校

## 施設
- 健康優良児学校を表彰されて、男女の石像が創られている。

## 通学区域が隣接している学校
- 精華町立精北小学校
- 木津川市立棚倉小学校
- 木津川市立上狛小学校
- 木津川市立相楽小学校
- 木津川市立木津川台小学校
- 精華町立精華台小学校
- 精華町立東光小学校
- 京田辺市立普賢寺小学校